# Ahmad Ibn Hanbal
Aḥmad Ibn Muḥammad Ibn Ḥanbal Abū ʿAbdullāh Ash-Shaybānī (arabe : احمد بن محمد بن حنبل ابو عبد الله الشيباني), né en Rabi’ al-Awwal 164 AH / novembre 780 à Bagdad, et mort le 12 Rabi’ al-Awwal 241 AH / 2 août 855 dans la même ville, souvent mentionné par ses formes courtes Aḥmad ibn Ḥanbal ou simplement Ibn Ḥanbal et l'imam Aḥmad par les sunnites, était un faqîh musulman arabe, théologien, ascète, traditionaliste (muhaddith), précurseur de l'école de jurisprudence (madhhab) sunnite hanbalite et martyr pour sa foi. Le hanbalisme compte parmi les quatre principales écoles de jurisprudence (madahib) de l'islam sunnite avec le shafî'îsme, le malikisme et le hanafisme.
Un érudit très influent et actif au cours de sa vie, Ibn Hanbal est devenu « une des figures intellectuelles les plus admirées » de l’histoire de l'islam, qui a eu une « profonde influence sur presque tous les domaines du traditionalisme (perspective axée sur le littéralisme) » au sein de l’islam sunnite. L'un des plus grands partisans classiques de l'utilisation des sources scripturaires comme fondement de la loi et du mode de vie islamiques, l'imam Ahmad a rassemblé l'une des plus importantes collections de ahadith sunnites : le Mousnad, qui continue à ce jour d'exercer une influence considérable dans le domaine de l'étude du hadîth.
Ayant étudié le fiqh et le hadîth auprès de nombreux enseignants durant sa jeunesse, Ibn Hanbal devint internationalement célèbre par la suite pour son rôle crucial dans la Mihna, inquisition instituée par le calife abbasside Al-Ma’mūn vers la fin de son règne, dans lequel le souverain donna son soutien officiel au dogme mutazilite du Qorʾān créé. Cette conception est une hérésie pure pour les sunnites et les chiites duodécimains selon qui le Coran est la parole incréée d'Allah. Souffrant de persécution physique (flagellation notamment) sous le calife pour son adhésion sans faille à la doctrine traditionnelle, le courage d'Ibn Hanbal lors de cet événement particulier n'a fait que renforcer sa « réputation retentissante » dans les annales de l'histoire islamique.
Tout au long de l'histoire islamique, Ibn Hanbal a été respecté comme une figure exemplaire dans toutes les écoles traditionnelles de la pensée sunnite, à la fois par les oulema exotériques et par les mystiques, ces derniers le désignant souvent comme un saint parmi les saints dans leurs hagiographies. Le maître des ahadith du XIVe siècle, Al-Dhahabi, qualifia Ibn Hanbal de « véritable cheikh al-Islam et chef des musulmans de son temps, maître des ahadith et preuve de la religion ».

## Biographie

### Famille
La famille d’Ahmad ibn Hanbal était originaire de Bassorah, en Irak, et appartenait à la tribu arabe des Banu Shayban (en). Son père était officier dans l’armée du califat abbasside au Khorassan et s'installa plus tard avec sa famille à Bagdad, seulement quelques mois avant la naissance d'Ahmad en l'an 164 AH / 780.
Ibn Hanbal eut pour première épouse Oumm abi 'Abbassa qui lui donna un fils du nom de Sâlih (mort en 879). À la mort de sa première épouse, il épousa Rayhânah. De cette union naît Abdullah (mort en 903).

### Éducation et travail
L’imam Ahmad étudia longuement à Bagdad avant de voyager pour poursuivre ses études. Il a commencé à apprendre la jurisprudence (Fiqh) sous l'autorité du célèbre juge hanafite Abou Yoûsouf, étudiant et compagnon de l’imam Abû Hanîfa. Après avoir terminé ses études avec Abou Yoûsouf, Ibn Hanbal a commencé à voyager à travers l’Irak, la Syrie, l’Arabie et le Yémen pour recueillir des ahadith.
Ibn al-Jawzi affirme que l’imam Ahmad avait 414 maîtres dans la science du hadith, desquels il narrait. Avec cette connaissance, il est devenu une autorité dans le hadith, laissant derrière lui une immense encyclopédie du hadith, le Mousnad. Après plusieurs années de voyage, il est retourné à Bagdad pour étudier le droit musulman sous l'autorité d'Ash-Shâfi'î. Il devient mufti dans sa vieillesse.
En plus de ses activités scolaires, ibn Hanbal était un soldat (ghazi) aux frontières du Dar al-Islam (Ribat).

### Mort
Ahmad Ibn Hanbal est décédé le vendredi 12 Rabiʿ al-awwal 241 AH / 2 août 855 à l’âge de 74-75 années juliennes à Bagdad, en Irak.

## Un rigoureux cheminement de science

### Formation intellectuelle
L'imam Ahmad étudie dans un premier temps le fiqh et la science du hadith sous différents maîtres à Bagdad. C'est dans cette ville qu'il suit notamment les enseignements de l'imâm al-Châfi'î et d'Abou Youssouf, lui-même disciple d'Abou Hanîfa. L'imam Ahmad reçoit des hadîth écrits de Mouhammad Al-Shaybânî. Par la suite, il entreprend des voyages en Syrie et au Yémen. Progressivement, la méthodologie de l'imam Ahmad mène à la création d'une école de pensée rigoureuse lui paraissant la plus conforme au Coran et à la Sunna. Ibn Hanbal n'ayant jamais rédigé de véritable traité de fiqh, cette école prit de manière posthume le nom de hanbalisme, constituée formellement par les élèves de l'imam Ahmad qui ont rassemblé ses enseignements à la suite de sa mort.

### Un ouvrage de référence: leMusnad

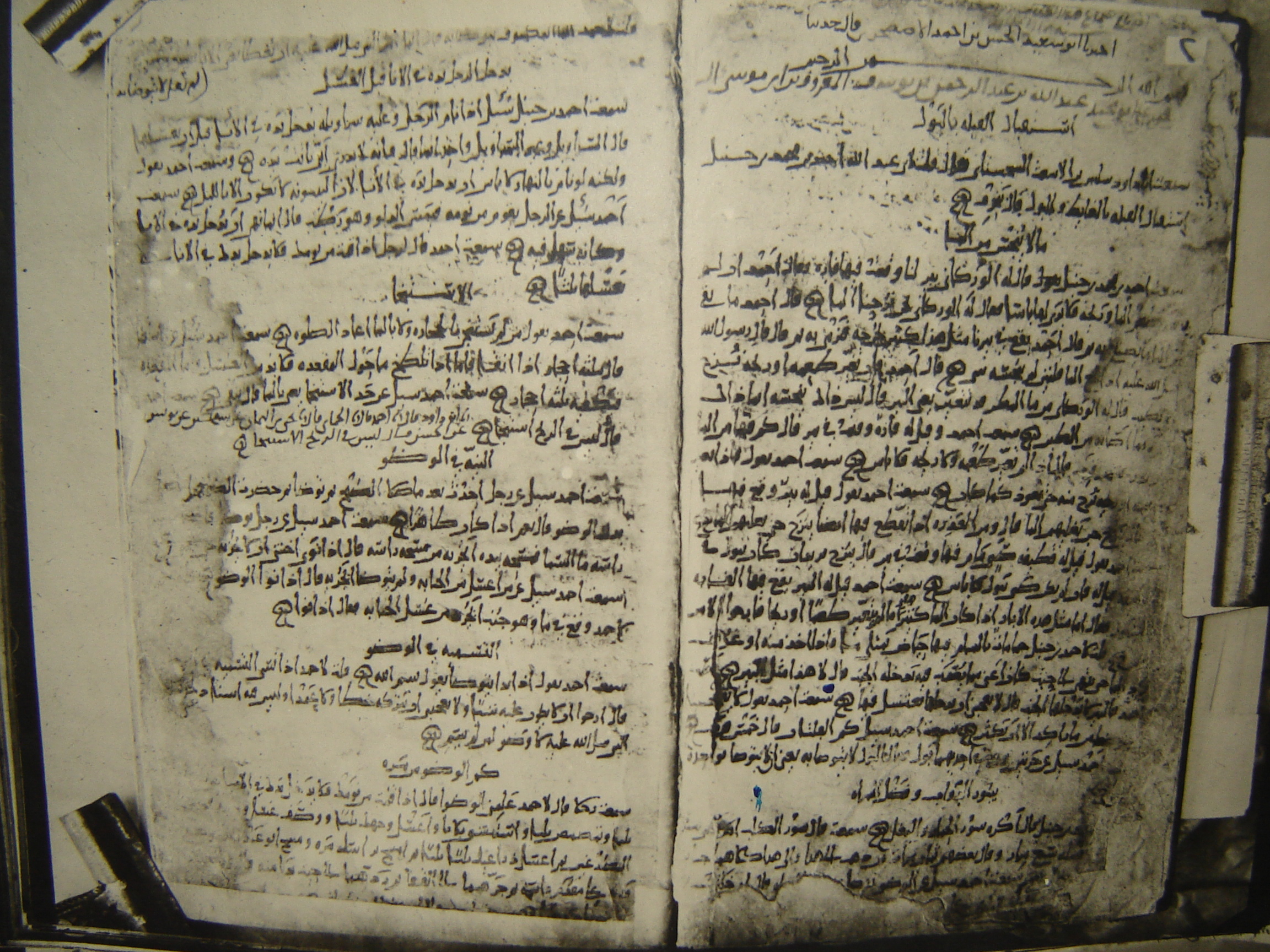
Questions de droit se rapportant à Ibn Hanbal, manuscrit daté (octobre 879).

On doit à l'imam Ahmad un important recueil de traditions, le Musnad (littéralement le fondé). Dans cet ouvrage de référence, les ahâdîth sont classés suivant les chaînes de transmetteurs, remontant jusqu'à un des compagnons du Prophète de l'islam, et en fonction de leur authenticité, selon que celle-ci appartienne à l'une de ces trois catégories : 
1. L'authenticité parfaite (sahîh);
2. L'authenticité bonne (hasan);
3. L'authenticité faible (da'îf).

### Postérité
Ibn Hanbal a également écrit des ouvrages de commentaires sur la Tradition et sur les principes moraux dans l'islam, ainsi que des éloges des premiers califes rachidoune, "les bien guidés". On doit enfin à ses disciples, dont l'un de ses fils, 'Abdullâh (mort en 903), une compilation des réponses qu'il donnait aux questions qui lui étaient posées sur les sujets les plus divers.
L'école hanbalite, attachée au strict respect du Coran et de la Tradition, récuse la tentation de l'innovation (bid'a), le "stratagème" (hîla), et condamne les déviations religieuses et/ou politiques apparues dans l'histoire du califat, à commencer par le kharidjisme et toutes les formes de chiisme, etc.
Parmi les élèves de Ahmad ibn Hanbal figurent ses deux fils ainsi que l'imam Boukhari et l'imam Mouslim, grands savants du hadith et compilateurs des recueils de ahadîth éponymes
Les enseignements de l'imam Ahmad mènent à la fondation du madhhab hanbalite, qui est aujourd'hui prédominant en Arabie saoudite, au Qatar, et aux Émirats arabes unis,,. Contrairement aux trois autres écoles de jurisprudence islamique (hanafisme, malikisme et shafî'îsme), le madhhab hanbalite est demeuré largement traditionaliste ou Athari en matière de théologie. Cependant, il est arrivé que des fuqaha hanbalites soient acharites dans la 'aqîda, comme ce fut le cas d'Ibn al-Jawzi, cependant, l’idéologie dominante et concordante à la croyance des premières générations n’est autre que la croyance atharite qui ne voit pas l’interprétation des noms et attributs contrairement aux innovateurs dans ce chapitre.
À l'époque contemporaine, le nom d’Ibn Hanbal est associé à l'école de jurisprudence hanbalite. C'est dans ce madhab que naît le mouvement de réforme connu sous le nom de wahhabisme l’a cité comme son influence principale, au côté du réformateur hanbalite du XIIIe siècle Ibn Taymiyya. Cependant, certains savants ont fait valoir que les croyances d’Ibn Hanbal n’ont en fait joué « aucun rôle réel dans l’établissement des doctrines centrales du wahhabisme », car il y a des preuves, selon les mêmes auteurs, que « les autorités hanbalites plus anciennes avaient des préoccupations doctrinales très différentes de celles des wahhabites ». En témoigne la richesse de la littérature hanbalite médiévale en référence aux saints, aux visites des tombeaux, aux miracles et aux reliques. À cet égard, les oulema ont cité le propre soutien d’Ibn Hanbal à l’utilisation des reliques comme étant simplement un des points importants sur lesquels les opinions du théologien divergeaient de celles du wahhabisme. En outre, il s'opposait à la pratique de l'excommunication (takfir) des croyants non-orthodoxes, arguant du fait que seul Dieu peut être juge.
À ce jour encore, et pour ses efforts de préservation de l'islam, l'imam Ahmad est considéré comme « le personnage le plus remarquable dans le camp de l'orthodoxie musulmane » d'après l'expression de Walter M. Patton.
Cependant, Hervé Bleuchot décrit ainsi sa doctrine : « C'est un traditionniste qui ne voulut être que traditionniste », à l'opposé du mu'tazilisme. Ahmed n’a pas cédé aux pressions et à préserver sa croyance contrairement aux mu’tazili de l’époque et ash’arite.

## Sa croyance
Elle est le contrepoint du mutazilisme et autres croyances innovées de l’époque : Ahmed ibn Hanbal considère par exemple le Coran comme la parole incréée de Dieu qui est considéré comme de la mécréance par consensus des savants de l’islam. Abd-Allah ibn Ahmed, le fils de l’imam Ahmed rapporte dans son livre Sharh as-Sunna : « j’ai entendu mon père qui a été questionné par Abd-Allah ibn ‘Amr sur le coran. Il (l’imam Ahmed) dit : 
« La parole d’Allah, exalté soit-il, qui n’est pas créé ».

## Affirmations des noms et attributs sans interprétation ou déformation
Dans le même ouvrage de son fils Abd-Allah, celui-ci rapporte :
« Hanbal ibn Ishaq a dit : j’ai questionné Abou Abd-Allah Ahmed ibn Hanbal concernant les hadiths rapportés du prophète disant « Allah descend au ciel de cette terre ». Il dit donc : 
« Nous y croyons et avons foi et nous ne rejetons rien du prophète si la chaîne de transmission est authentique. Nous ne rejetons pas la parole du prophète et sommes convaincus que ce qui vient de lui est la vérité. »
Je répondis donc : « Allah descendre au ciel de ce monde » descend t’il par Sa science ?
Il répondit : Tais-toi sur cela ! Prends le hadith comme il est venu sans demander le comment, sont venus les récits sur le sujet mais également le coran où Allah dit « Et gardez-vous de donner à Allah des semblables » an-Nahl verset 74. Il descend comme Il le veut : par Sa science Sa puissance Sa majesté, Sa science englobe tout cela… ».